# 俄罗斯传记辞典
《俄罗斯传记辞典》（俄语：Русский биографический словарь）是一部用俄语写的、由俄罗斯历史学会出版的传记辞典，由一群学者一起编纂，总编辑是俄罗斯的政治家兼历史学家亚历山大·亚历山德罗维奇·波洛夫佐夫。
这部辞典于1896年至1918年期间出版，共25卷，被认为是自19世纪至20世纪初期俄罗斯最综合的人物传记资源之一。